# Ислямска република
Ислямска република е суверенна държава, управлявана като република, официално придържайки се към шериатa. В днешно време съществуват три ислямски републики: Иран, Пакистан и Мавритания. Все пак, това наименование няма точно определение. Въпреки че и трите държави са ислямски републики, техните правителства и закони се различават значително, а от трите единствено Иран е религиозна теократична страна. Пакистан е първата държава, нарекла се ислямска република през 1956 г., макар по това време ислямът да не е официалната религия в страната. Поради тези причини, терминът може да се счита за символичен.
За някои мюсюлмански религиозни водачи, ислямската република представлява държава под определена ислямска форма на управление. Те я разглеждат като вид компромис между чисто ислямски халифат и секуларна националистическа република. Според тяхното тълкувание, наказателният кодекс на страната трябва да е съвместим с някои или всички закони на шериата, докато държавата не може да е в ръцете на монарх. Въпреки това, съществуват републики с исляма като официална религия и спазващи отчасти законите на шериата, които не се определят като „ислямски републики“, като например Ирак, Йемен, Алжир и Малдивите.

## Съвременни ислямски републики
| Държава                       | Дата на приемане на името | Форма на управление                              |
| ----------------------------- | ------------------------- | ------------------------------------------------ |
| Ислямска република Иран       | 1 април 1979 г.           | Унитарна президентска република                  |
| Ислямска република Мавритания | 28 ноември 1958 г.        | Унитарна полупрезидентска република              |
| Ислямска република Пакистан   | 23 март 1956 г.           | Федерална парламентарна конституционна република |